# Hershey–Chase-kísérlet

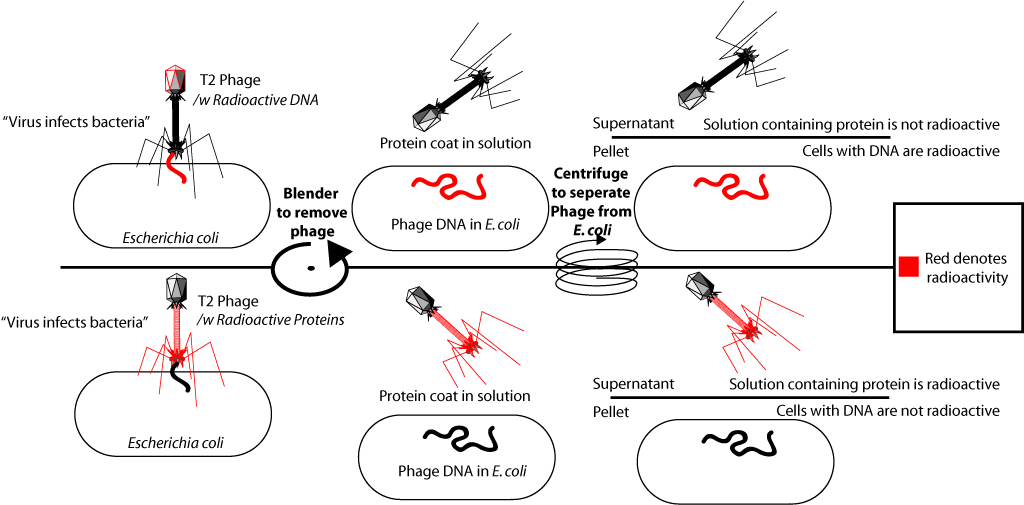
A kísérlet áttekintése

A Hershey–Chase kísérlet néven ismert kísérletsorozatot 1952 során hajtották végre Alfred Day Hershey és Martha Chase amerikai genetikusok, amelynek során igazolták, hogy az élőlények örökítő anyaga DNS. Ezt először az 1944-ben végrehajtott Avery–MacLeod–McCarty-kísérlet során vetették fel. Bár a DNS már 1869 óta ismert volt a biológusok előtt, a legtöbben azt feltételezték, hogy az öröklődéshez szükséges információkat a fehérjék tartalmazták.
Hershey és Chase a kísérlet során kétféleképpen előkészített T2 bakteriofágot használt, amelynek felépítését csak röviddel a kísérlet előtt tárták fel elektronmikroszkóp segítségével. A bakteriofágok csak egy fehérjeburokból és a genetikai örökítőanyagból állnak. A fágok baktériumokat fertőző vírusok, amelyek a baktériumsejtekhez tapadva bejuttatják örökítőanyagukat a sejtbe, majd a gazdasejt a saját fehérjéit felhasználva a vírussal genetikailag azonos új vírusokat termel. 
Az első kísérlet során a radioaktív foszforral (32P) jelölték meg a fág DNS-ét. A foszfor csak a DNS-ben található, de nem fordul elő abban a 20 aminosavban, amely a fág fehérjeburkát alkotja. Ezután a fággal E. coli baktériumokat fertőztek meg, majd centrifugával eltávolították a fehérjeburkokat. A radioaktív foszfor a kísérlet végén csak a baktériumsejtekben volt kimutatható, de az eltávolított fehérjeburkokban nem.
A második kísérlet során a fág fehérjeburkát radioaktív kénnel (35S) jelölték meg. A kén jelen van a cisztein és metionin aminosavakban, de nem található meg a DNS-ben. Ezután a fággal E. coli baktériumokat fertőztek meg, majd centrifugával ismét eltávolították a fehérjeburkokat. A kísérlet végén a radioaktív jelzőt megtalálták a fehérjeburkokban, de nem a fertőzött baktériumokban, vagyis a fág örökítő anyaga a DNS és nem a fehérjék.

A T2 bakteriofág felépítése

Hershey 1969-ben megosztott Nobel-díjat kapott „a vírusok genetikájának és szaporodásának kutatásáért”.